# Hartmut Kasten

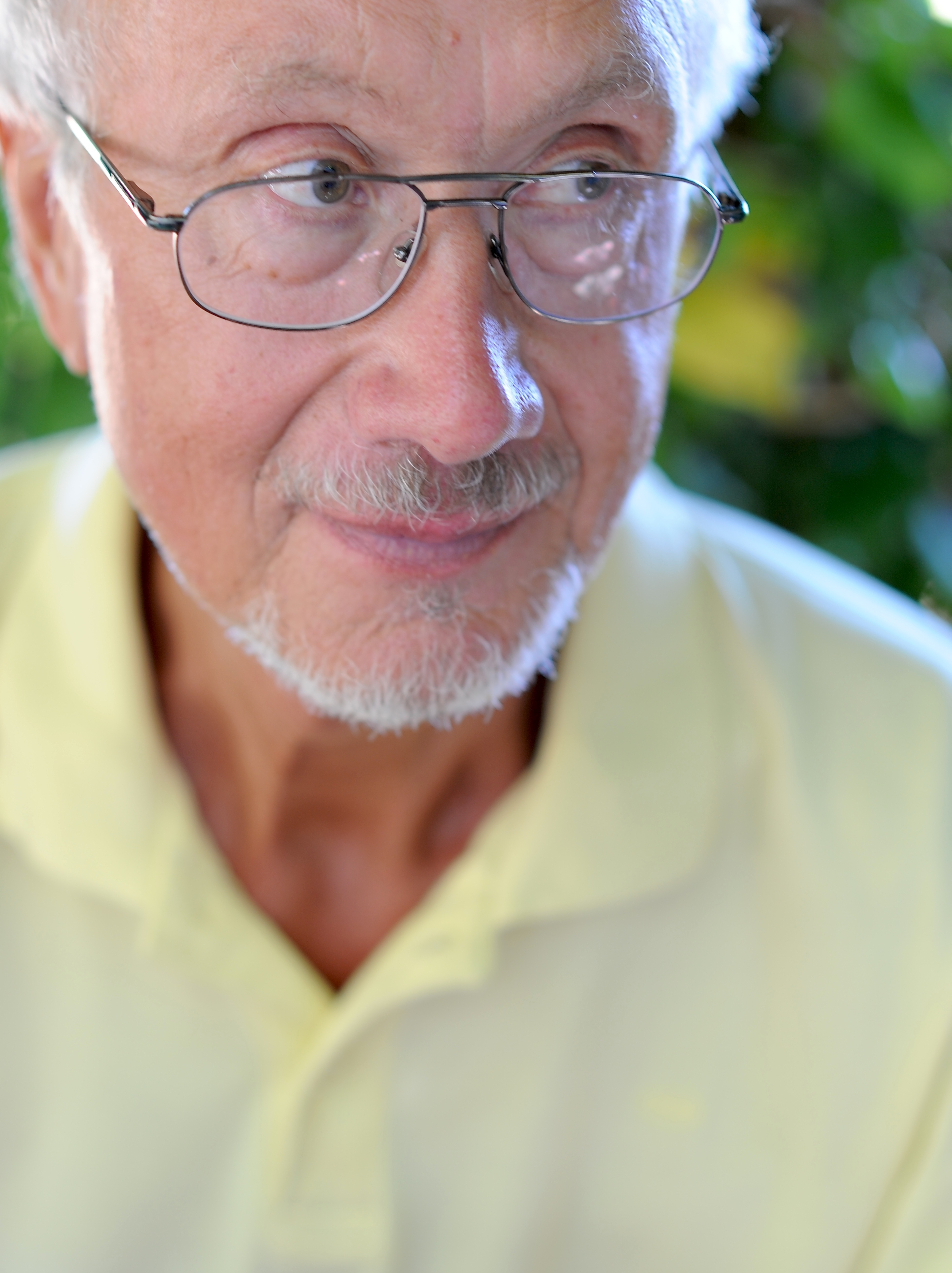
Hartmut Kasten (2010)

Hartmut Kasten (* 1945) ist ein deutscher Entwicklungspsychologe, Frühpädagoge und Familienforscher. Er hat sich unter anderem mit den Bereichen Geschwister, Einzelkinder und Lieblingskinder beschäftigt sowie mit der Entwicklung und Förderung von Kindern, einschließlich Wertorientierungen und moralischem Verhalten.

## Werdegang
Kasten studierte Psychologie, Philosophie, Wissenschaftstheorie, Pädagogik und Linguistik an den Universitäten Köln, Heidelberg, Regensburg und München. 1969 erwarb er an der Universität zu Köln das Diplom im Fach Psychologie. Von 1969 bis 1973 arbeitete er als Stipendiat am Max-Planck-Institut für Psychiatrie, Abteilung für Psychologie in München. An der Universität Regensburg promovierte er 1972 im Fach Psychologie. Von 1973 an war er als Lehrbeauftragter an der Universität München tätig. Seine Veranstaltungen befassten sich in den ersten Jahren vor allem mit Themen zur Entwicklung und Förderung von Empathie und prosozialem Verhalten. Am Staatsinstitut für Frühpädagogik (IFP) war er von 1972 bis 1984 mit der Durchführung von Modellversuchen im Elementarbereich (beispielsweise zum Thema „Entwicklung und Förderung von moralischem Verhalten“) betraut. 1984 und 1985 übernahm er eine Lehrstuhlvertretung an der Universität Koblenz-Landau (Ingenkamp) und die geschäftsführende Leitung des Zentrums für Empirische Pädagogische Forschung (ZEPF). 1985 habilitierte er sich an der Universität München im Fachbereich Psychologie und Pädagogik mit der Schrift „Beiträge zu einer Theorie der Interessenentwicklung“. Dort führte er zunächst als Privatdozent Lehrveranstaltungen durch, bevor er 1989 zum außerplanmäßigen Professor für Psychologie ernannt wurde. Nach seiner Rückkehr an das Staatsinstitut für Frühpädagogik wechselte er 1990 an das Staatsinstitut für Familienforschung an der Universität Bamberg. Dort war er bis 1999 tätig und kehrte dann wieder an das Staatsinstitut für Frühpädagogik nach München zurück. Dort arbeitete er bis zu seinem Ausscheiden aus dem Staatsdienst im Jahr 2010.
In den Jahren von 1974 bis 1979 veröffentlichte er am Staatsinstitut einige Bücher für Praktiker im Elementarbereich. Von 1980 an entwickelte er am Institut für Pädagogische Psychologie der Universität München grundlegende empirische Konzepte zur Durchführung von Untersuchungen zur Interessenentwicklung, die er 1985 mit seiner Habilitationsschrift beendete. Von 1986 an befasste er sich immer intensiver mit den Themen „Geschwister und ihre Beziehungen“, „Einzelkinder und ihre Familien“ und veröffentlichte dann 1992/1993 das grundlegende zweibändige Werk „Die Geschwisterbeziehung“ (Hogrefe) zwei Jahre später das populäre Sachbuch „Geschwister – Vorbilder, Rivalen, Vertraute“ (Reinhardt) und im gleichen Jahr das Sachbuch „Einzelkinder“ (Springer).
Kasten erstellt Expertisen zu einschlägigen entwicklungs- und familienpsychologischen sowie frühpädagogischen Fragen. Unter anderem berät er den Coppenrath Verlag in Münster regelmäßig, hält Vorträge und veranstaltet Seminare. Er ist verheiratet und hat eine Tochter.

## Forschungsschwerpunkte
Kastens Forschungsschwerpunkte sind Entwicklung und Förderung von Interessen und Beschäftigungsvorlieben über die Lebensspanne hinweg sowie Zusammenhänge zwischen psychotherapeutischen und epigenetischen Prozessen in der Traumatherapie. Zu seinen Publikationen gehören auch populärwissenschaftliche Veröffentlichungen.
Zu seinen Interessengebieten zählen zudem interdisziplinäre Bewusstseinsforschung und Entwicklungsforschung, Neurophysiologie und Neuropsychologie der frühen Kindheit sowie Entwicklungspsychologische und frühpädagogische Aspekte der Digitalisierung und die Automatisierung durch künstliche Intelligenz.

## Bücher (Auswahl)
- Entwicklung von Moralvorstellungen und Moralbegriffen beim Kinde. Auer-Verlag, Donauwörth 1976, ISBN 978-3-403-00637-4.
- Beiträge zu einer Theorie der Interessenentwicklung. Peter Lang, Bern 1991, ISBN 978-3-631-43606-6.
- Die Geschwisterbeziehung. Band 1, Hogrefe, Göttingen 1992, ISBN 978-3-8017-0627-2.
- Die Geschwisterbeziehung. Band 2 (Spezielle Geschwisterbeziehungen), Hogrefe, Göttingen 1993, ISBN 978-3-8017-0653-1.
- Geschwister: Vorbilder – Rivalen – Vertraute. (1. Auflage 1994) 6. Auflage, Reinhardt, München 2018, ISBN 978-3-497-02795-8.
- Einzelkinder: Aufwachsen ohne Geschwister. Springer, Berlin 1995, ISBN 978-3-540-59020-0.
- Weiblich – männlich: Geschlechtsrollen und ihre Entwicklung. Springer, Berlin 1996, ISBN 978-3-642-80183-9.
- Pubertät und Adoleszenz: Wie Kinder heute erwachsen werden. Reinhardt, München 1999, ISBN 978-3-497-01485-9.
- Wie die Zeit vergeht: unser Zeitbewusstsein in Alltag und Lebenslauf. Primus, Darmstadt 2001, ISBN 978-3-89678-403-2.
- Keine Angst vor der Angst: Ängste im Lauf unseres Lebens. Primus, Darmstadt 2004, ISBN 978-3-89678-488-9
- 0–3 Jahre: Entwicklungspsychologische Grundlagen und frühpädagogische Schlussfolgerungen. (1. Auflage 2005) 5. Auflage, Cornelsen, Berlin 2017, ISBN 978-3-589-15397-8.
- 4–6 Jahre – Entwicklungspsychologische Grundlagen. (1. Auflage 2005) 2. Auflage, Cornelsen, Berlin 2009, ISBN 978-3-589-24690-8.
- Einzelkinder und ihre Familien. Hogrefe, Göttingen 2007, ISBN 978-3-8017-2038-4.
- Soziale Kompetenzen: Entwicklungspsychologische Grundlagen und pädagogische Konsequenzen. Cornelsen, Berlin 2008, ISBN 978-3-589-24575-8.